# Pseudoplexaura wagenaari
Pseudoplexaura wagenaari är en korallart som först beskrevs av Stiasny 1941.  Pseudoplexaura wagenaari ingår i släktet Pseudoplexaura och familjen Plexauridae. Inga underarter finns listade i Catalogue of Life.